# Edward Ashley
Edward Ashley-Cooper (* 12. August 1904 in Sydney, New South Wales als Edward Montague Hussey Cooper; † 5. Mai 2000 in San Diego, Kalifornien) war ein australischer Schauspieler britischer Abstammung.

## Leben und Karriere
Edward Ashley-Cooper wurde als Sohn einer britischen Familie in Australien geboren. Sein Vater war bei der Marine. In den 1930er-Jahren spielte Edward Ashley in britischen Filmen Hauptrollen und galt als beliebter Darsteller. 1940 kam er für die Literaturverfilmung Stolz und Vorurteil nach Hollywood, in der er an der Seite von Greer Garson und Laurence Olivier den selbstverliebten George Wickham darbot. Diese Rolle blieb lange der Höhepunkt seiner Hollywood-Karriere, denn Ashley war „einer von vielen gutaussehenden Engländern, die in den MGM-Studios herumwanderten, und so setzte ihn sein Studio in allem möglichen ein, das gerade gebraucht wurde.“ Er bekam daher nur in seltenen Fällen Hauptrollen zugetragen, stattdessen spielte er meistens den Sidekick des Hauptdarstellers oder den Filmschurken.
In den Tarzan-Filmen Tarzan in Gefahr (1948) und Tarzan und die Dschungelgöttin (1951) verkörperte Ashley an der Seite von Johnny Weissmüller die Rolle des Bezirksvorstehers Connors. Da er eine gewissen Ähnlichkeit zu seinem australischen Landsmann Errol Flynn besaß, lieferte er in der Komödie Der Hofnarr (1955) als Rebellenanführer „Schwarzer Fuchs“ eine Persiflage auf dessen Robin-Hood-Image ab. In den 1950er- und 1960er-Jahren übernahm Ashley Gastrollen in zahlreichen Fernsehsendungen. Ohne jemals den großen Durchbruch zum Star in Hollywood zu erlangen, dauerte Ashleys Filmkarriere über fast sechs Jahrzehnte an. Seinen letzten von insgesamt über 70 Filmauftritten hatte er 1988 im Horrorfilm Reise zurück in der Zeit in einer Nebenrolle als Professor.
In den 1930er-Jahren heiratete Ashley-Cooper seine Schauspielkollegin Nora Swinburne, die Ehe wurde 1938 geschieden. Sie hatten ein Kind. 1943 heiratete Ashley Renee Torres (* 1911), mit der er über 55 Jahre bis zu ihrem Tod im Jahre 1998 verheiratet war. Edward Ashley starb am 5. Mai 2000 im Alter von 95 Jahren, nur vier Tage nach dem Tod seiner ersten Frau Nora. Er wurde auf der See bestattet.

## Filmografie (Auswahl)
- 1931: The Beggar Student
- 1936: Underneath the Arches
- 1938: The Villiers Diamond
- 1939: Spies of the Air
- 1940: Stolz und Vorurteil (Pride and Prejudice)
- 1940: Bitter Sweet
- 1940: Gallant Sons
- 1941: Komm, bleib bei mir (Come Live with Me)
- 1942: The Pied Piper
- 1942: Der Seeräuber (Black Swan)
- 1946: Nocturne
- 1947: Eine brennende Liebe (The Other Love)
- 1947: Dick Tracy Meets Gruesome
- 1948: Tarzan in Gefahr (Tarzan and the Mermaids)
- 1951: Tarzan und die Dschungelgöttin (Tarzan’s Peril)
- 1952: Macao
- 1954: Elefantenpfad (Elephant Walk)
- 1955: Der Hofnarr (The Court Jester)
- 1958: Von Panzern überrollt (Darby's Rangers)
- 1960: Maverick (Fernsehserie, 2 Folgen)
- 1960: Bonanza (Fernsehserie, Folge The Last Trophy)
- 1962: Perry Mason (Fernsehserie, Folge The Case of the Melancholy Marksman)
- 1965: Sie nannten ihn King (King Rat)
- 1969: Ihr Auftritt, Al Mundy (It Takes a Thief; Fernsehserie, Folge The Naked Billionaire)
- 1974: Herbie groß in Fahrt (Herbie Rides Again)
- 1976: Won Ton Ton – der Hund, der Hollywood rettete (Won Ton Ton: The Dog Who Saved Hollywood)
- 1987: Beyond the Next Mountain
- 1988: Reise zurück in der Zeit (Waxwork)